# Boscos mediterranis nord-africans
Els boscos mediterranis nord-africans són una ecoregió de bosc mediterrani de l'ecozona paleàrtica definida pel WWF que s'estén per les planes costaneres del Magrib, al nord de les muntanyes de l'Atles, i ocupa uns 357.900 quilòmetres quadrats. Inclou les terres baixes i d'altitud mitjana de la meitat septentrional del Marroc, Algèria i Tunísia, les ciutats autònomes espanyoles de Ceuta i Melilla i una àrea aïllada a la península Cirenaica de Líbia.

## Flora

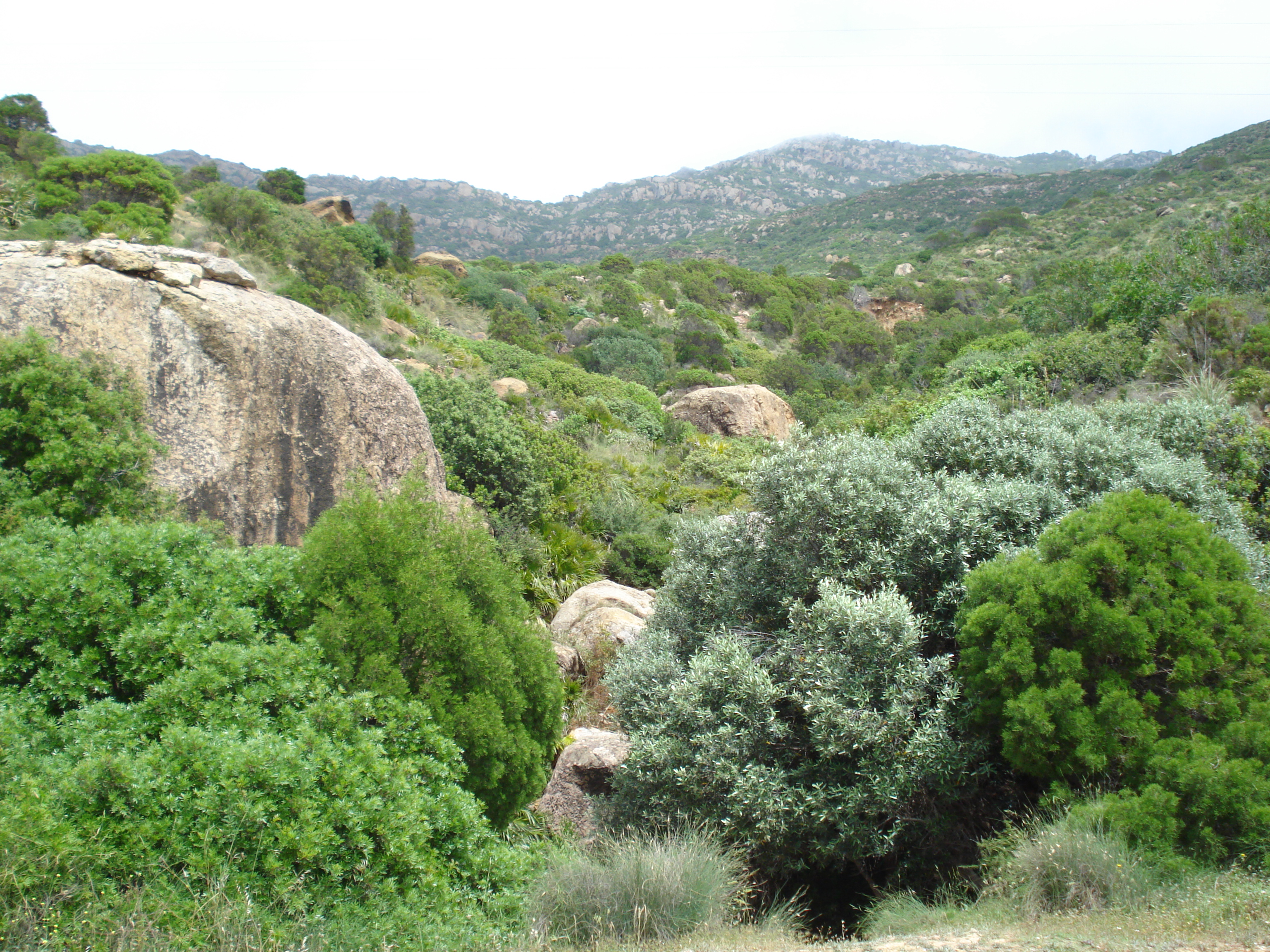
Paisatge del cap Bon, a Tunísia

La vegetació hi és molt variada. Se n'han descrit cinc tipus principals:
- Pinedes xeròfiles, dominades pel pi blanc (Pinus halepensis)
- Boscos africans de tetraclinis (Tetraclinis articulata)
- Suredes (alzina surera, Quercus suber), amb llorer, arbocer, bruc boal, grèvol, aladern de fulla estreta, Cytisus villosus, murtra i marfull
- Alzinars i garrigars (Quercus ilex i Quercus coccifera)

- Màquies, formades principalment per ullastres (Olea europaea) i garrofers (Ceratonia siliqua)

## Fauna
En aquesta ecoregió hi ha una gran varietat de rèptils.

## Estat de conservació
El bosc mediterrani nord-africà es troba en una situació de perill crític. Hi ha una considerable densitat de població i un augment de la desforestació.